# Max Kühner

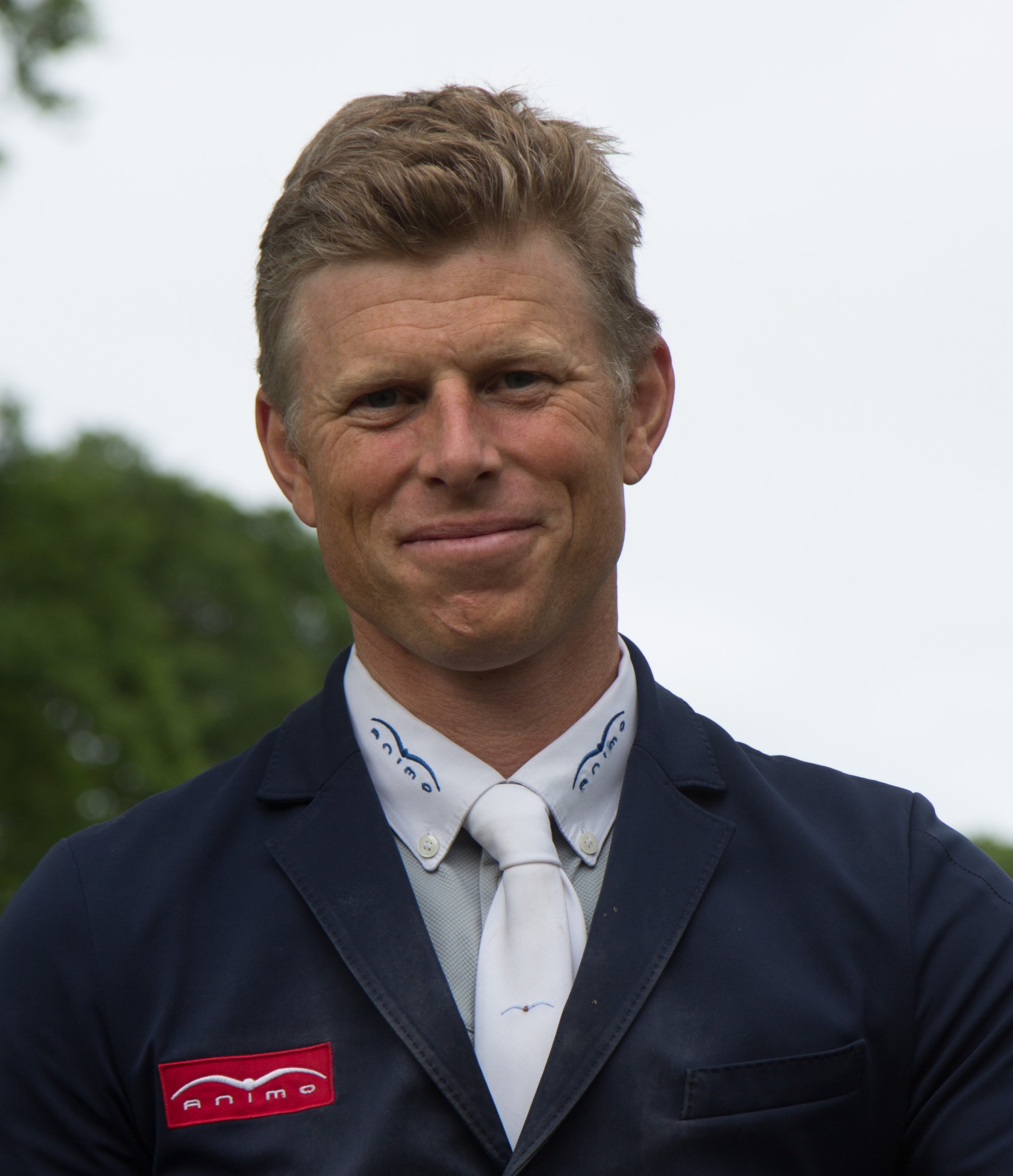
Max Kühner beim Internationalen Pfingstturnier Wiesbaden 2018

Max Kühner (* 15. Januar 1974 in München) ist ein Unternehmer und Springreiter. Bis zum Jahr 2014 war er für Deutschland im Sport aktiv, seit 2015 startet er für Österreich.

## Ausbildung
1998 beendete er sein Studium der Betriebswirtschaftslehre als Diplom-Kaufmann. Kühner ist mit den Firmen „MK Sporthorses“ und „LeaseForce AG“ unternehmerisch tätig. Neben seiner Unternehmertätigkeit ist er aktiver Springreiter.
Ab Anfang 2007 war er Teil vom „Team Sabina Illbruck“, welchem er u. a. mit Markus Renzel, Markus Merschformann, Marco Illbruck, Henrik Griese, Lutz Gripshöver und Alexander Hufenstuhl angehörte. Ende 2010 löste Sabina Illbruck das Team auf. Seit 2010 betreibt Kühner eine Reitanlage in Starnberg-Hadorf.
Seit 2005 war er ca. 30 mal Mitglied in deutschen Nationenpreismannschaften und Mitglied im Bundeskader der deutschen Springreiter. 2009 qualifizierte er sich mit seinem Pferd Acantus GK für das Weltcupfinale in Las Vegas. Seit 2010 ist Kühner stetig unter den besten 100 der Longines Weltrangliste der Springreiter zu finden.
Seit dem Januar 2015 startet Max Kühner für Österreich, wo er über einen Wohnsitz verfügt, davor bestritt er 15 Nationen-Preise für Deutschland. Im August 2015 trat er für Österreich bei den Europameisterschaften in Aachen an und beendete mit Coeur de Lion auf Platz 25. Mit seinem Start beim Weltcupfinale 2016 war Kühner der erste Österreicher bei einem Weltcupfinale seit 18 Jahren. Nach einer verpatzten ersten Teilprüfung mit Electric Touch sattelte er in den folgenden zwei Teilprüfungen Chardonnay und arbeitete sich auf den 14. Rang vor.
Bei den Weltreiterspielen 2018 hatte Max Kühner vor dem letzten Umlauf der dritten Teilprüfung der Einzelwertung mit nur 3,97 Punkten große Chancen auf eine Einzelmedaille. Nach einem missglückten letzten Umlauf schloss er mit Chardonnay auf Rang sechs ab. Im folgenden Winter beendete Kühner das Weltcupfinale in Göteborg auf Rang neun. Mit dem Sieg im mit 700.000 Euro dotierten Großen Preis von ’s-Hertogenbosch gewann Kühner im April 2021 erstmals eine Etappe des Grand Slams der Springreiter.

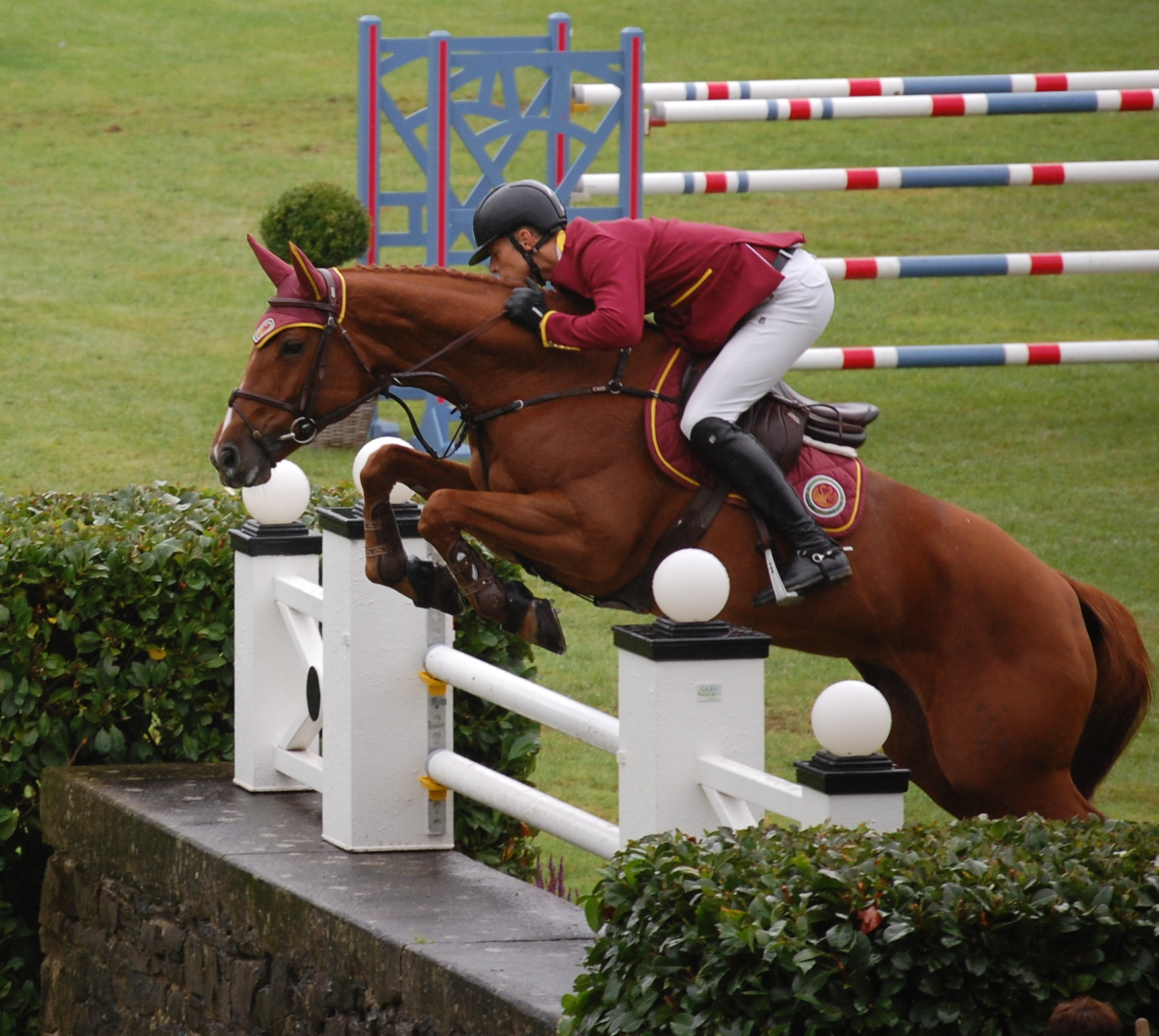
Max Kühner mit Vancouver Dreams, Mitglieder der Shanghai Swans bei der Global Champions League von Hamburg 2021

Zusammen mit Christian Ahlmann bildete Kühner das wohl erfolgreichste Duo der Global Champions League 2021, für das Team Shanghai Swans schlossen sie mehrere Etappen auf den Plätzen eins und zwei ab. Im Juli 2021 erreichte Max Kühner mit Rang acht erstmals die Top 10 der Weltrangliste.
Von 2012 bis 2014 war er als internationaler Sprecher der Springreiter Mitglied des Springreit-Komitee des Weltpferdesportverbandes FEI und hat dort die Interessen der Springreiter vertreten.
2023 gewann er gemeinsam mit Alessandra Reich, Gerfried Puck und Katharina Rhomberg bei den Europameisterschaften im Springreiten 2023 in Mailand die Bronzemedaille und damit die erste österreichische EM-Medaille als Team. Außerdem qualifizierten sie sich damit für die Olympischen Sommerspiele 2024.

## Vorwurf der Tierquälerei
Kurz vor Beginn der Olympischen Sommerspiele 2024 wurde am 25. Juli 2024 bekannt, dass das Amtsgericht Starnberg am 22. März 2024 gegen Kühner und dessen Trainer Strafbefehle wegen Verstoßes gegen das deutsche Tierschutzgesetz erlassen hat. Kühner und dessen Trainer wird Barren vorgeworfen. Kühner bestritt seine Schuld und legte Einspruch gegen den Strafbefehl ein. Das Verfahren wurde eingestellt.

## Privates
Max Kühner ist verheiratet und Vater von drei Töchtern.

## Auszeichnungen
- Goldenes Reitabzeichen, 1992

## Pferde
aktuelle:

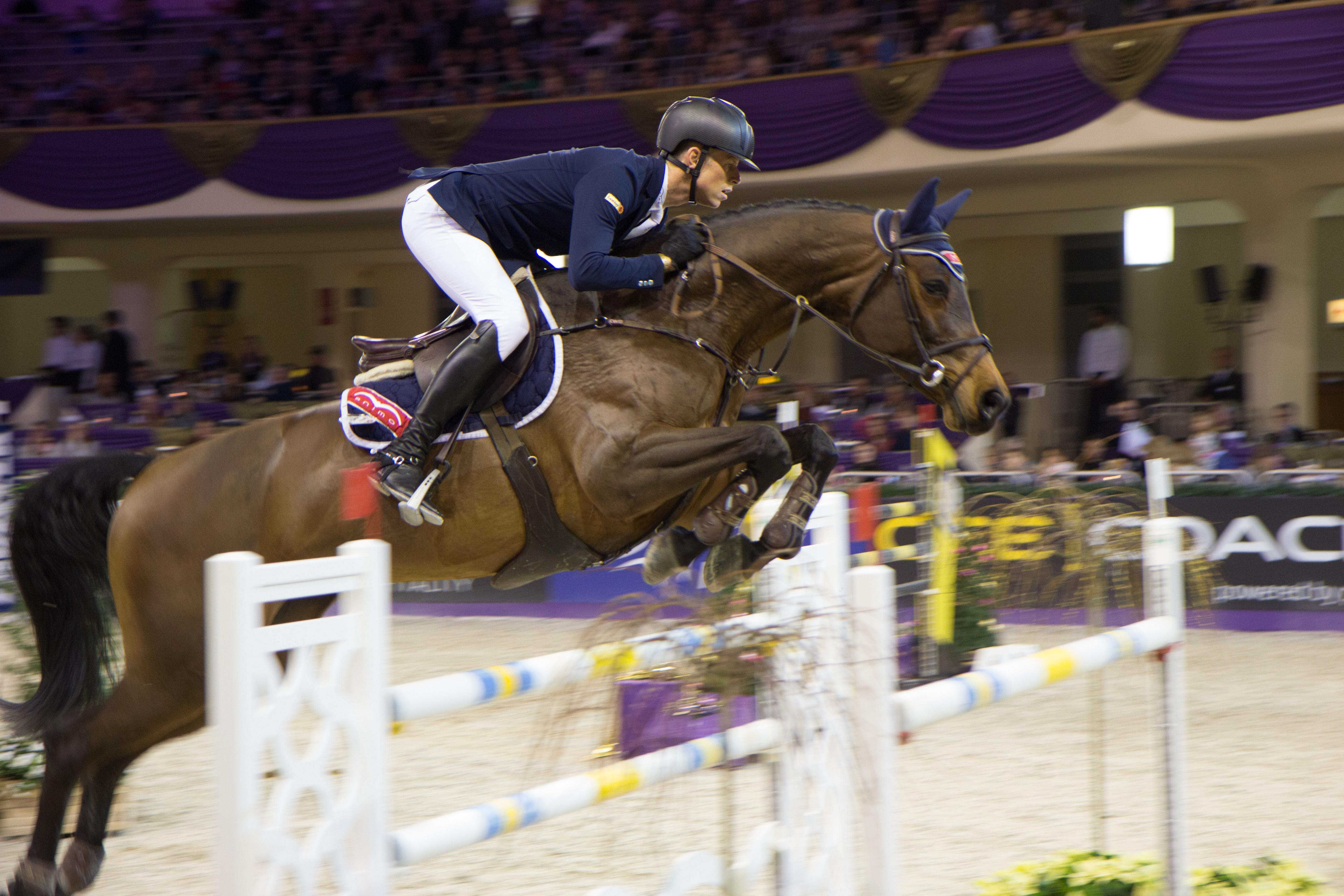
Max Kühner mit Argentina beim Internationalen Festhallen Reitturnier 2017 in Frankfurt

- Chardonnay (* 2007), Holsteiner Schimmelhengst, Vater: Clarimo, Muttervater: Corrado I[11]
- Cornet Kalua (* 2005), Bayer brauner Wallach, Vater: Cornet Obolensky, Muttervater: Platin[12]
- Elektric Blue P (* 2011), brauner DSP-Wallach, Vater: Eldorado van de Zeshoek TN, Muttervater: For Pleasure[13]
- EIC Coriolis des Isles (* 2011), Selle-Français-Fuchshengst, Vater: Zandor, Muttervater: Dollar de la Pierre[14]

ehemalige Turnierpferde von Max Kühner:
- Golden Coin 3 (* 1998), KWPN-Fuchswallach, Vater: Iroko, Muttervater: Nimmerdor; zuletzt im Oktober 2013 im internationalen Sport eingesetzt[15]
- Acantus GK (* 1998), Bayer brauner Hengst, Vater: Acorado, Acantus Mutter Waldrose, die von Cantus abstammt, ging früher mit Florian Meyer zu Hartum erfolgreich in internationalen Springprüfungen; von 2010 bis 2011 von Manuel Añón geritten, zuletzt im September 2014 im internationalen Sport eingesetzt[16][17]
- Coeur de Lion 14 (* 2000, ursprünglicher Name: Cassiopeia), brauner Holsteiner Hengst, Vater: Coriano, Muttervater: Cassini I[18], zuletzt im März 2020 von Thierri Wagner im Sport eingesetzt

## Erfolge
- Bayrischer Meister Springreiten: 1998 und 2007 (2007 mit Golden Coin)
- Deutsche Meisterschaft Springreiten: 2007 7. Platz mit Acantus GK, 2009 11. Platz mit Coeur de Lion, 2011 4. Platz mit Coeur de Lion
- Teilnehmer an Europameisterschaften für Österreich:
  - 2015, Aachen: mit Coeur de Lion 15. Platz mit der Mannschaft und 30. Platz in der Einzelwertung
  - 2017, Göteborg: mit Coeur de Lion 10. Platz mit der Mannschaft und 20. Platz in der Einzelwertung
- Diverse Erfolge in nationalen und internationalen Großen Preisen, unter anderem:
  - 2007: 3. Platz in der Weltcupprüfung von Mechelen (CSI 5*-W) mit Acantus GK
  - 2008: 3. Platz im Großen Preis von Neapel (CSI 5*) mit Acantus GK
  - 2009: 5. Platz im Großen Preis von München (CSI 4*) mit Acantus GK
  - 2012: 2. Platz im Großen Preis von Donezk (CSI 5*-W) mit Coeur de Lion
  - 2013: 2. Platz im Großen Preis von Villach (CSI 4*) mit Coeur de Lion
  - 2014: 2. Platz im Großen Preis von Graz (CSI 3*) mit Cornetta, 1. Platz im Großen Preis eines CSI 4* in Ebreichsdorf mit Cornet Kalua, 3. Platz im Großen Preis des CSI 1* im Rahmen der Pferd International München-Riem mit Belle Fleur, 3. Platz in einem Großen Preis in Wiener Neustadt-Arena Nova (CSI 3*) mit Cornet Kalua, 2. Platz in einem CSI 2*-Großen Preis in Linz mit Cornet Kalua
  - 2015: 3. Platz im Großen Preis eines CSI 4* in Ebreichsdorf mit Cornet Kalua, 1. Platz im Großen Preis des CSI 2* im Rahmen der Amadeus Horse Indoors Salzburg mit Cornet Kalua
  - 2016: 1. Platz in einem CSI 2*-Großen Preis in Gorla Minore mit Electric Touch, 5. Platz im Großen Preis von Paris-Villepinte (CSI 5*) mit Cornet Kalua, 3. Platz im Großen Preis von A Coruña (CSI 5*-W) mit Cornet Kalua, Platz 14 beim Weltcup-Finale in Göteborg
  - 2017: 2. Platz im Weltcupspringen von Zürich (CSI 5*-W) mit Cornet Kalua, 3. Platz im Großen Preis von Hongkong (CSI 5*) mit Cornet Kalua, 3. Platz in der Global Champions League von London (CSI 5*) mit Chardonnay (zusammen mit Anna Kellnerova als Berlin Lions), 2. Platz im Weltcupspringen von A Coruña (CSI 5*-W) mit Chardonnay
  - 2018: 2. Platz im Großen Preis von Groß Viegeln (CSI 4*) mit Cielito Lindo, 1. Platz im Großen Preis von Budapest (CSIO 5*) mit Cielito Lindo, 2. Platz im Weltcupspringen von Stuttgart (CSI 5*-W) mit Final
  - 2019: 3. Platz im Großen Preis des Spruce Meadows Masters (CSIO 5*) mit Chardonnay, 3. Platz im Großen Preis von Waregem (CSI 5*) mit Elektric Blue P, 2. Platz im Großen Preis des Munich Indoors (CSI 4* München) mit Cornet Kalua, 2. Platz im Weltcupspringen von London (CSI 5*-W) mit Elektric Blue P
  - 2020: 2. Platz im Großen Preis von Doha (CSI 5*) mit Elektric Blue P
  - 2021: 1. Platz im Großen Preis von ’s-Hertogenbosch (CSI 5*) mit Elektric Blue P, 3. Platz im Großen Preis von Knokke (CSI 5*) mit Elektric Blue P, 2. Platz im Großen Preis von Monaco (CSI 5*) mit Coriolis des Isles
  - 2023: 3. Platz im Global Champions Tour Super Grand Prix mit Up Too Jacco Blue
- mehrfacher Sieger in Nationenpreisen

Zudem war Kühner für das Weltcupfinale 2009 qualifiziert, zog jedoch am Veranstaltungsort seine Teilnahme zurück, da sich Acantus GK auf dem Transport verletzt hatte.